# Pragtskær
Pragtskær (Liatris) er en slægt med op mod 50 arter, der er udbredt i Canada, USA, Mexico og på Bahamas. Det er flerårige, urteagtige planter med kugle- eller ægformede jordstængler. De egentlige stængler er oftest uforgrenede eller forgrenede helt fra udgangspunktet. Bladene er spredtstillede og linjeformede med hel rand. Blomsterne sidder i endestillede, aksagtige klaser, der består af flere delblomsterstande. Blomstringen foregår fra neden og op ad standen. De enkelte "blomster" er ret beset kurve, der består af 3-85, rørformede, egentlige blomster, normalt med røde, rosafarvede eller purpurrøde kronblade. Hvide blomster forekommer dog ofte. Frugterne er nødder med fnok.
| Beskrevne arter |

- Smuk pragtskær (Liatris elegans)
- Langakset pragtskær (Liatris spicata) – også kaldet "Lampepudser"

| Andre arter |

| - Liatris acidota - Liatris aspera - Liatris cokeri - Liatris cylindracea - Liatris elegantula - Liatris gracilis - Liatris helleri - Liatris ligulistylis - Liatris microcephala - Liatris ohlingerae | - Liatris pilosa - Liatris provincialis - Liatris punctata - Liatris pycnostachya - Liatris scariosa - Liatris squarrosa - Liatris squarrulosa - Liatris tenuifolia - Liatris tenuis - Liatris virgata |